# سترنالیتسه (استان اوپوله)
سترنالیتسه (به لهستانی:  Sternalice) یک روستا در لهستان است که در گمینا رادووو (استان اوپوله) واقع شده است. سترنالیتسه ۸۳۸ نفر جمعیت دارد.